# Hodei Mazquiarán
Hodei Mazquiarán Uría (nascido em 16 de dezembro de 1988) é um ciclista espanhol que participa em competições de ciclismo de pista. Nos Jogos Olímpicos de Londres 2012, ele competiu na prova de velocidade individual, obtendo a décima sexta posição.